# 찰스 F. 애덤스급 구축함
찰스 F. 애덤스급 구축함은 과거 미국 해군의 구축함으로 1960년대초에 대거 건조되어 냉전이 끝나는 순간까지 냉전기의 미 해군의 물량을 책임진 군함이다. 실제로 1962년 베트남 전쟁 당시 쿠바 봉쇄 작전에서도 참여한 이력이 있다.

## 역사
이 함선의 설계는 포레스트 셔먼 급 구축함 의 설계를 기반으로 했지만 찰스 F. 아담스급은 유도 미사일 구축함으로 설계된 최초의 부류였다. ASROC 발사기를 운반하기 위해 포레스트 셔먼 (Forrest Sherman)급의 설계에 길이 5.8m가 추가됐고 찰스 F. 아담스 - 클래스 구축함은 마지막으로 만들어진 증기 터빈 추진을 사용한 미 구축함이었다. 스프루언스급 구축함부터는 모든 미 해군 구축함은 가스 터빈을 추진으로 사용해서 움직였다. 

### 1960년대 당시의 초기 탐지장비들
- AN/SPS-40 : 2차원 대공 레이다, 탐지거리 460km
- AN/SPS-10 : 대수상 레이다, 탐지거리 : 14.6km(잠망경 기준)
- AN/SQS-23 : 소나, 탐지거리 : 37km

### NTU함
1950년대 첨단 기술로 설계되었지만 1970년대 중반까지 찰스 F. 애덤스급 구축함은 현대의 공중 타격 능력과 유도 미사일을 다룰 준비가되어 있지 않았었다. 이 취약점을 해소하기 위해 미 해군은 NTU 프로젝트를 벌였다. 이것은 선박의 서비스 수명을 연장하기위한 수많은 센서, 무기 및 통신 업그레이드를 필요로 했다. NTU 개량 사업으로 찰스 F. 애덤스급 구축함은 AN / SLQ-32 (V) 2 EW Suite 설치를 통해 향상된 전자전 능력을 갖췄다.  MK86 총 사격 통제 시스템 과 AN / SPQ-9 레이다, 휴즈 AN/SPS-52C 3 차원 레이다  AN/SPG-51C (디지털) 사격 통제 레이다와 해군 전술 데이터 시스템 (NTDS)등도 갖추어졌다. 이 배들은 또한 MK-11 타타르 (Tartar) 미사일 발사대에 설치될 몇몇의 하푼 미사일을 발사할 수 있는 능력도 갖추어졌다.
레이건 행정부는 1980년대에 Ticonderoga 급 유도 미사일 순양함 의 생산을 가속화 하고 NTU로 업그레이드 된 선박보다 더 효과적인 것으로 간주 되는 이지스 전투 시스템(Aegis Combat System)을 갖춘 알레이버크급 구축함(Arleigh Burke)같은 유도 미사일 구축함 을 점진적으로 선택했다 기존의 모든 구축함 및 순양함  (특히 값 비싼 원자력 순양함)을 교체해나갔다. 그 결과, 찰스 F. 애덤스급 구축함중 3척만이 완전히 업그레이드됐다. 이를 제외한 나머지 찰스 F. 애덤스급 구축함들은 AN/SLQ-32 및 Harpoon Missile 업그레이드가 포함된 부분 업그레이드 만 받았으며 Arleigh Burke 클래스가 운영 능력에 도달 할 때까지 운용 수명을 연장하려고 했다. 

## 같이 보기
- 스프루언스급 구축함